# 克利奧納鎮區 (愛荷華州斯科特縣)
克利奧納鎮區（英語：Cleona Township）是位於美國愛荷華州斯科特縣的一個行政鎮區。

## 地方資料
根據2010年美國人口普查的數據，克利奧納鎮區的面積為94.11平方千米，當中陸地面積為94.11平方千米，而水域面積為0.00平方千米。當地共有人口509人，而人口密度為每平方千米5.41人。